# 2004년 전국체육대회
제85회 전국체육대회는 2004년 10월 8일부터 2004년 10월 14일까지 대한민국 충청북도 일원에서 개최되었다.

## 개요
- 대회명칭 : 제85회 전국체육대회
- 개최기간 : 2004년 10월 8일 ~ 2004년 10월 14일
- 개최지 : 충청북도 (주개최지 : 청주시)
- 구호 : 신나게! 힘차게! 빛나게!
- 참가인원 : 17,999명
- 종별 : 일반부, 대학부, 고등부
- 마스코트 : 고드미, 바르미

## 종목

### 정식종목
| - 검도 - 골프 - 궁도 - 근대5종 - 농구 - 럭비 - 레슬링 - 배구 - 배드민턴 - 보디빌딩 | - 복싱 - 볼링 - 사격 - 사이클 - 세팍타크로 - 소프트볼 - 수영 (경영, 다이빙, 수구) - 수중 - 승마 - 씨름 | - 야구 - 양궁 - 역도 - 요트 - 우슈 - 유도 - 육상 - 인라인롤러 - 정구 - 조정 | - 체조 - 축구 - 카누 - 탁구 - 태권도 - 테니스 - 트라이애슬론 - 펜싱 - 하키 - 핸드볼 |

### 시범종목
- 스쿼시

## 종합순위
개최지
| 순위 | 지역       | 점수   | 금  | 은  | 동   | 합계 |
| 1    | 경기도     | 72,404 | 106 | 108 | 130  | 344  |
| 2    | 서울특별시 | 63,600 | 110 | 88  | 113  | 311  |
| 3    | 충청북도   | 57,963 | 58  | 65  | 101  | 224  |
| 4    | 경상북도   | 48,138 | 62  | 61  | 92   | 215  |
| 5    | 경상남도   | 44,956 | 53  | 68  | 74   | 195  |
| 6    | 충청남도   | 43,574 | 58  | 41  | 95   | 194  |
| 7    | 전라남도   | 38,829 | 60  | 45  | 63   | 168  |
| 8    | 인천광역시 | 38,814 | 42  | 58  | 61   | 161  |
| 9    | 대구광역시 | 38,506 | 46  | 44  | 52   | 142  |
| 10   | 대전광역시 | 36,664 | 47  | 50  | 53   | 150  |
| 11   | 강원도     | 34,261 | 53  | 49  | 72   | 174  |
| 12   | 전라북도   | 34,047 | 50  | 39  | 50   | 139  |
| 13   | 부산광역시 | 32,997 | 33  | 55  | 74   | 162  |
| 14   | 울산광역시 | 28,228 | 42  | 35  | 40   | 117  |
| 15   | 광주광역시 | 25,818 | 30  | 32  | 52   | 114  |
| 16   | 제주도     | 11,210 | 14  | 30  | 30   | 74   |
| 총계 | 총계       | 총계   | 864 | 868 | 1152 | 2884 |

### 최우수 선수상
최우수 선수상은 한국체육기자연맹 기자단의 투표로 결정된다.
- 최우수 선수상(MVP) : 박성현 (전라북도/양궁)